# Bruno Pivetti
Bruno Marques Fernandes Pivetti (Campinas, Estado de São Paulo, Brasil; 19 de febrero de 1984) es un entrenador brasileño de fútbol.

## Trayectoria
Pivetti comenzó a trabajar como asistente del entrenador y fisiólogo de la escuadra sub-15 de Audax en 2008. Luego pasó a la sub-20 y posteriormente fue ascendido a la escuadra principal bajo el mismo rol. 
El 13 de febrero de 2015 fichó por Athletico Paranaense, siendo inicialmente designado entrenador a cargo de la categoría sub-19. El 8 de enero del año siguiente, fue nombrado asistente en el primer equipo, siendo también entrenador interino en marzo tras la destitución de Cristóvão Borges; estuvo a cargo de dos partidos, un empate y una derrota.
En agosto de 2017, Pivetti fue anunciado como la nuevo asistente de Ferroviária. En mayo del año siguiente, tras la destitución del PC de Oliveira, fue nombrado entrenador interino, pero optó por dejar el club poco después, tras aceptar una oferta del PFC Ludogorets Razgrad de Bulgaria, para trabajar como entrenador asistente de Paulo Autuori, permaneció en el club incluso después de que Autuori se fuera.
El 6 de agosto de 2019 fue presentado como asistente de Carlos Amadeu en el Vitória. El 19 de junio de 2020 fue nombrado entrenador del primer equipo tras la destitución de Geninho.
Pivetti fue despedido de Vitória el 7 de octubre de 2020, y fue nombrado responsable del Tombense en la Série C el 7 de enero del año siguiente. El 26 de abril de 2021, dejó el club para fichar por CSA de la Série B.
El 4 de julio de 2021 dejó CSA por mutuo acuerdo. El 1 de diciembre, fue anunciado como nuevo técnico de Villa Nova, pero abandonó el club el 20 de febrero de 2022, tras aceptar una oferta de un club de la Série A.
El 24 de febrero de 2022, Goiás anunció el fichaje de Paulo Autuori como coordinador, siendo nombrado entrenador Pivetti. Exactamente un mes después, después de la partida de Autuori, fue despedido.
El 13 de mayo de 2022, Pivetti regresó a Tombense, en lugar del despedido Hemerson Maria. El 9 de noviembre fue nombrado entrenador de Chapecoense pero fue destituido el 18 de marzo del año siguiente.
El 27 de marzo de 2023, Pivetti fue nombrado entrenador de Guaraní.
| País              | Club                          | Año  | Año  |
| ----------------- | ----------------------------- | ---- | ---- |
| Bandera de Brasil | Audax (Sub-20)                | 2008 | 2010 |
| Bandera de Brasil | Athletico Paranaense (Sub-19) | 2015 | 2016 |
| Bandera de Brasil | Vitória                       | 2020 | 2020 |
| Bandera de Brasil | Tombense                      | 2021 | 2021 |
| Bandera de Brasil | CSA                           | 2021 | 2021 |
| Bandera de Brasil | Villa Nova                    | 2022 | 2022 |
| Bandera de Brasil | Goiás                         | 2022 | 2022 |
| Bandera de Brasil | Tombense                      | 2022 | 2022 |
| Bandera de Brasil | Chapecoeense                  | 2023 | 2023 |
| Bandera de Brasil | Guarani                       | 2023 | 2023 |
| Bandera de Brasil | Náutico                       | 2023 | 2023 |
| Bandera de Brasil | Água Santa                    | 2024 | 2024 |
| Bandera de Brasil | Náutico                       | 2024 | 2024 |
| Bandera de Brasil | CRB                           | 2024 | 2024 |
| Bandera de Brasil | Operário-PR                   | 2025 | 2025 |
| Bandera de Brasil | Flamengo (Sub-20)             | 2025 | Act  |

## Palmarés

### Como entrenador
| Título                | Club        | Año  |
| --------------------- | ----------- | ---- |
| Campeonato Alagoano   | CSA         | 2021 |
| Campeonato Paranaense | Operário-PG | 2025 |